# Robert Sikora
Robert Paweł Sikora – polski inżynier, profesor nauk technicznych.

## Życiorys
W 1962 ukończył studia mechaniczne na Politechnice Gdańskiej, w 1969 obronił pracę doktorską, w 1972 habilitował się. W 1982 uzyskał tytuł profesora nauk technicznych.
Pracował na Politechnice Lubelskiej, w Instytucie Inżynierii Materiałów Polimerowych i Barwników, oraz w Instytucie Przetwórstwa Tworzyw Sztucznych "Metalchem".

## Odznaczenia i wyróżnienia
- Krzyż kawalerski Orderu Odrodzenia Polski
- Złoty Krzyż Zasługi
- Odznaka honorowa „Za Zasługi dla Wynalazczości”
- Złoty Medal „Brussels Eureka” - trzykrotnie[3]